# Bresté
Bresté (búlgaro: Брестѐ) es un pueblo de Bulgaria perteneciente al municipio de Chervén Bryag de la provincia de Pleven.
Se ubica unos 5 km al oeste de la capital municipal Chervén Bryag, en el límite con la provincia de Vratsa.
El entorno de la localidad alberga varios yacimientos arqueológicos muy antiguos, habiéndose hallado en la zona un asentamiento de la Edad del Cobre del milenio V-IV antes de Cristo, dos túmulos tracios y varios restos romanos asociados a una calzada de la época del emperador Trajano. El pueblo celebra sus fiestas en honor a San Demetrio el 26 de octubre.

## Demografía
En 2011 tenía 408 habitantes, de los cuales el 49,75% eran étnicamente búlgaros y el 2,2% gitanos. El 48,03% de la población no declaró su origen étnico en el censo.
En anteriores censos su población ha sido la siguiente:
| Gráfica de evolución demográfica de Bresté entre 1934 y 2011 |
|                                                              |